# Hōjō Sadafusa
Hōjō Sadafusa (北条貞房, 1272-3 janvier 1310), membre du clan Hōjō, est le neuvième minamikata rokuhara Tandai (sécurité intérieure de Kyoto) de 1308 à 1309. 